# Abrigo Pinho Monteiro
O Abrigo Pinho Monteiro, também referido como Abrigo rupestre na Herdade do Monte, no Alentejo, localiza-se na Serra da Cabaça, na freguesia de Esperança, no município de Arronches, distrito de Portalegre, em Portugal.
O Abrigo Pinho Monteiro encontra-se classificado como Imóvel de Interesse Público desde 1986.

## História
Trata-se de um sítio arqueológico do período Neolítico.
Foi encontrado em 1981 pelo arqueólogo Jorge Pinho Monteiro, e é composto por uma sala decorada com pinturas rupestres datadas do Neolítico à Idade do Bronze. Ali também foram encontrados artefatos em cerâmica.